# Perth Amboy (New Jersey)
Perth Amboy er en by i det nordøstlige Middlesex County i den amerikanske delstat New Jersey i New Yorks storbyområde. Ved USA's folketælling i 2020 var byens befolkning 55.436, dens højeste nogensinde og en stigning på 4.622 (+9.1%) fra de 50.814 registreret ved folketællingen i 2010, hvilket skete efter en stigning på 3.511 (+7,4%) fra 47.303 ved 2000-folketællingen. Perth Amboy har en latinamerikansk flertalsbefolkning. I 2010-folketællingen udgjorde den latinamerikanske befolkning 78,1% af befolkningen, den næsthøjeste i staten, efter Union City på 84,7%. Perth Amboy er kendt som "City by the Bay", med henvisning til dens beliggenhed ved Raritan Bay. Census Bureau's Population Estimates Program beregnede, at byens befolkning var 55.357 i 2021 og rangerede byen som den 725. mest folkerige i USA.

## Kultur
I byen findes en statue af George Washington, lavet af den dansk-amerikanske kunstner Nels N. Alling.